# René Cogny
René Cogny, född 1904 i Normandie, död 1968, var en fransk generalmajor.
Cogny utbildades vid artillerihögskolan i Fontainebleau, varifrån han examinerades 1929. Han hade även läst till civilingenjör och studerat statsvetenskap. Vid andra världskrigets utbrott 1939 gick han tillbaka till franska armén, deltog senare i Indokinakriget och var under åren 1956–1958 befälhavare för de franska styrkorna i Marocko. Han erbjöds 1959 att bli chef för Frankrikes styrkor i Algeriet, men tackade nej till det.
Cogny omkom i en flygolycka 1968.